# Наташа Кандић
Наташа Кандић (Крагујевац, 16. децембар 1946) српска је активисткиња. Оснивачица је и бивша извршна директорка Фонда за хуманитарно право у Србији. За свој рад је добила неколико награда, махом са Запада. Њено деловање такође прате контроверзе, укључујући оптужбе за ратне злочине, вршење насиља над старијим лицима и мобинг над запосленима.

## Биографија
Студирала је социологију, коју је завршила са 26 година. Радила у општини Палилула, затим у градском синдикату, па у Центру за антиратну акцију. Она је извршна директорка и оснивач Фонда за хуманитарно право из Београда.
Била је удата за редитеља Лазара Стојановића.

### Друштвени рад
Због прикупљања и објављивања материјала о ратним злочинима, Наташа Кандић није била популарна код власти у доба Слободана Милошевића, а сличан статус има и код владе Војислава Коштунице, као и код одређеног дела јавности, јер сматрају да се она бави ратним злочинима једнострано.
Током рата на Космету 1999. године, одлазила је у покрајину и прикупљала доказе који су касније коришћени на суђењима оптуженим Србима за ратне злочине на просторима Косова и Метохије.
Наташа Кандић је издејствовала да се на телевизији емитују снимци егзекуције ненаоружаних бошњачких заробљеника из Сребренице.
Наташа Кандић је била гост на седници Скупштине Косова и Метохије када је проглашена независност од Србије.
Члан је Саветодавног одбора Вајзеровог центра за демократије у развоју на Универзитету Мичигена.
Узела је учешћа на протестима опозиције 2024.

## Контроверзе
Око Наташе Кандић као јавне личности постоје многе контроверзе. Оптужена је да „има отпор према свему српском” и да се „бори само за једну страну”, као и да „ствара антисрпску хистерију”, да је „следбеник стамболићевске комунистичке фракције”, и да је „плаћа албански лоби”.
Током протеста прогнаних Срба са Косова и Метохије 2003. године, ошамарила је 70-годишњака, који је тражио истину о свом несталом сину, где ју је питао да се представи, након чега јој је полиција затражила личну карту, коју је она одбила да дâ на увид, тражећи од полиције имена свих учесника протеста.
Због изношења оптужби, 13. јуна 2005. на Радију Б92, да је Томислав Николић вршио ратне злочине и убиства цивила током рата у Хрватској у селу Антин, у Источној Славонији, Српска радикална странка ју је тужила за клевету. Дана 5. фебруара 2009. проглашена је кривом и кажњена са 200.000 динара.
Године 2021, док је давала интервју за Федералну телевизију, пришла јој је жена и изјавила да је отац Кандићеве, Павле Кандић, као „мајор Озне 1944. бацао српске дечаке у бунаре.” Жена је додала да је „разговарала са сведоцима у Тополи, тужите ме ако то није тачно”, након чега је Кандићева није тужила што је јавност протумачила као да је жена говорила истину.
Маја 2023. године у јавности су се појавиле оптужбе 14 запослених (већина колектива) и једне бивше запослене у Фонду за хуманитарно право који су Кандићеву оптужили за мобинг, укључујући лоше третирање запослених, малтретирање, употребу лошег језика.

## Награде и признања
- (1993)[20]
- (1998)
- (1999)[20]
- (1999)
- (са Ветоном Суројием)
- (са Ветоном Суројием)
- коју додељује
- (са Војса Добруном)
- коју додељује .
- 2003. European Heroes Award[20]
- коју додељује .
- коју додељују привремене институције Косова и Метохије.[21]
- Орден „Данице Хрватске“ додељен од председника Хрватске Стјепана Месића због њених заслуга у успостављању контаката између Србије и Хрватске и успеха у правном решавању последица рата.[22]
- Почасни докторат, Универзитет у Валенсији, додељен 31. мај 2001 у знак признања за њен дугогодишњи и истрајни рад у области заштите људских права и хуманитарне активности
- Награда Одбора за људска права из Лесковца, 2002.
- Плакета општине Тутин за десетогодишњи рад на заштити људских права у Рашкој области, додељена 28. маја 2003
- Наведена је на листи 36 европских хероја 2003. године, коју је сачинио магазин
- награда Америчког удружења правника, 2003.
- Почасна грађанка Сарајева 29. септембра 2005.[23]
- Номинована је за Нобелову награду за мир 2018.[24]
- 100 жена 2023. (BBC)[25]